# Rame Head (udde)
Rame Head är en udde i Storbritannien.   Den ligger i riksdelen England, i den södra delen av landet, 300 km väster om huvudstaden London.
Terrängen inåt land är platt. Havet är nära Rame Head åt sydväst.  Närmaste större samhälle är Plymouth, 8,0 km nordost om Rame Head. 